# Ирландец (фильм, 2010)
«Ирландец» (англ. Kill the Irishman) — американская детективная драма режиссёра Джонатана Хенсли с Рэем Стивенсоном в главной роли. Фильм основан на книге полицейского Рика Поррелло To Kill the Irishman: The War That Crippled the Mafia (1998) и рассказывает историю жизни американского гангстера ирландского происхождения Дэнни Грина (1933—1977).

## Сюжет
Фильм основан на реальных событиях из жизни гангстера Дэнни Грина (Рэй Стивенсон).

## В ролях
| Актёр                 | Роль                     |
| --------------------- | ------------------------ |
| Рэй Стивенсон         | Дэнни Грин               |
| Кристофер Уокен       | Алекс «Шондор» Бирнс     |
| Вэл Килмер            | Джо Мандитски            |
| Винсент Д’Онофрио     | Джон Нарди               |
| Линда Карделлини      | Джоан Мэдиган            |
| Винни Джонс           | Кит Ритсон               |
| Роберт Дави           | Рэй Ферритто             |
| Тони Ло Бьянко        | Джек Ликаволи            |
| Фионнула Флэнаган     | Грейс О'Киф              |
| Лаура Рэмси           | Элли О'Хара              |
| Майк Старр            | Лео «Липс» Мосери        |
| Стив Ширрипа          | Майк Фрато               |
| Боб Гантон            | Джерри Мерке             |
| Джейсон Батлер Харнер | Арт Снеперджер           |
| Пол Сорвино           | Тони Салерно             |
| Маркус Томас          | Уильям «Билли» МакКомбер |